# Copsychus sechellarum
El shama de Seychelles (Copsychus sechellarum) es una especie de ave paseriforme de la familia Muscicapidae.

## Distribución geográfica y hábitat
Es endémica de las selvas de las islas Seychelles graníticas. En 1970 solo sobrevivía en Fregate, pero la especie se ha recuperado y se ha ido introduciendo en otras islas interiores.

## Estado de conservación
Se encuentra amenazada por la pérdida de su hábitat natural y por las especies invasoras predadoras.